# Konstantin Matthiä
Immanuel Konstantin Matthiä (* 20. Januar 1808 in Altenburg; † 1880, vermutlich in Schleusingen) war ein deutscher Klassischer Philologe und Gymnasiallehrer in Schleusingen und Quedlinburg.

## Leben
Konstantin Matthiä war ein Sohn des Altenburger Kirchen-, Schulrats und Gymnasialdirektors August Heinrich Matthiä und dessen Frau Louise (geborene Eichmann, 16. April 1782–1833, ⚭ 12. Juli 1803), eine Tochter des Juristen Johann Bernhard Christoph Eichmann und dessen Frau Friederike (geborene Sonneschmid). Friedrich Christian Matthiä war sein Onkel. 
Matthiä besuchte das Gymnasium in Altenburg und studierte von Ostern 1827 bis Michaelis 1828 bei Karl Wilhelm Göttling und Heinrich Karl Eichstädt in an der Universität Jena. Anschließend wechselte er an die Universität Leipzig, wo er bis Ostern 1830 Vorlesungen in Philologie bei Gottfried Hermann besuchte. 1834 legte er sein Examen pro facultate docendi ab und absolvierte  von Michaelis 1834 bis Michaelis 1835 sein Probejahr an der lateinischen Schule in Halle an der Saale und wurde danach Hilfslehrer am Domgymnasium in Naumburg. Von dort aus wurde Matthiä zur zweiten Kollaboratur an das Gymnasium nach Quedlinburg berufen und am 12. Oktober 1843 in sein neues Amt eingeführt. Seit 1863 war Matthiä Oberlehrer am königlich Preußischen Hennebergischen Gymnasium in Schleusingen. Matthiä wirkte unter anderem als Mitarbeiter an Heinrich August Pierers Universal-Lexikon der Gegenwart und Vergangenheit (Autorenkürzel Mth) mit.

## Schriften (Auswahl)
- Questiones Sophocleae. Weidmann, Leipzig 1832 (archive.org).
- mit August Matthiä: Griechisches Lesebuch für die untern Klassen eines Gymnasiums. 2 Bände, 1833 und 1835.
- mit August Heinrich Matthiae, Bernhard Matthiae: Lexicon Euripideum. Band 1: Α–G. Fridericus Fleischer, Leipzig 1841.
- August Matthiä in seinem Leben und Wirken, zum Theil nach seiner eigenen Erzählung. G. Basse, Quedlinburg 1845 (Textarchiv – Internet Archive – Nebst einem lebensgeschichtlichen Abriss seines Bruders Friedrich Christian Matthiä).
- Xenophons Anabasis zum Schulgebrauche herausgegeben. G. Basse, Quedlinburg / Leipzig 1852 (books.google.de); 2. Auflage 1859 books.google.de, mit einem Lexikon.
- Epistola ad Lud. Breitenbach de critica in Xenophontis Anabasi tactitanda. (babel.hathitrust.org).
- Beiträge zur Erklärung der Antigone von Sophokles. Keyssner’sche Hofbuchdruckerei, Meiningen 1871, S. 19–33 (Textarchiv – Internet Archive).